# Judit Polgár

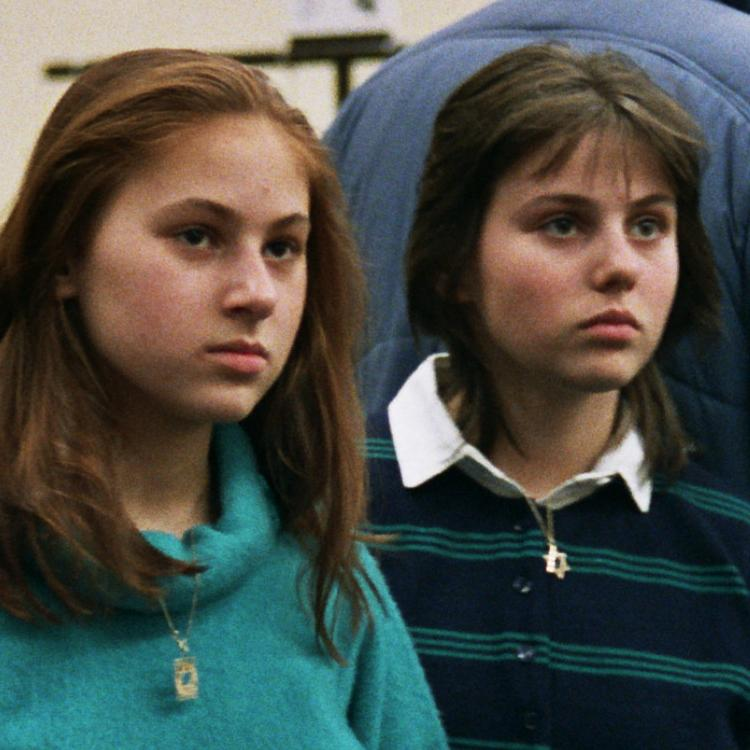
Judit Polgár și sora ei Zsófia Polgár (1988)

Judit Polgár (n. 23 iulie 1976 în Budapesta) este o  șahistă evreică maghiară.

## Date biografice
Judit joacă șah din copilărie, antrenată de tatăl ei, László Polgár, care era pedagog. Între anii 1988 - 1990 ea a început să câștige turnee de șah la juniori, fiind singura fată din categoria de vârstă între 12 și 14 ani. Titlul de mare maestru la șah îl obține la 15 ani, doborând astfel recordul deținut de Bobby Fischer. Spre deosebire de surorile ei Zsuzsa și Zsófia, ea participă și la turneele masculine de șah, fiind de fapt singura femeie din lume care a luat parte la acestea. Judit Polgár împreună cu surorile sale și cu Ildikó Mádl câștigă de două ori medalia de aur la olimpiadele feminine de șah din Thessaloniki 1988 și Novi Sad 1990. În 1994 este pentru prima oară învitată la un turneu de clasă mondială, la Linares. Din 1994 a participat la 5 olimpiade de șah ca membră a echipei naționale maghiare de șah. Printre reușitele șahistei maghiare se numără victoria în 1993 într-o partidă scurtă, în fața fostul campion mondial Anatoli Karpov. Nigel Short, jucătorul de clasă mondială care a pierdut mai multe partide în fața ei, declară "Ea este un ucigaș la șah, care miroase de la 20 de mutări matul". La campionatul mondial de șah din 1999, desfășurat la Las Vegas, ajunge până în sferturile de finlă, unde pierde în fața câștigătorului campionatului Alexander Khalifman. În 2001, la campionatul european de șah de la Ohrid, ocupă locul trei. La campionatul mondial din Moscova pierde în runda a doua în fața lui Vadim Milov. Revine în 2005 după nașterea copilului său, ajungând în finală cu alte opt candidate. În 2002 a reușit să îl învingă pe cel mai puternic jucător de șah din lume, Garry Kasparov.
Judit Polgár este prima femeie din lume care a jucat direct într-un turneu în campionatul mondial de șah masculin. Ea a realizat 4,5 puncte din 14 posibile din 6 partide. A ocupat locul întâi cu șahistul azerbaidjan Șahriar Mamediarov, depășindu-l la puncte pe vicecampionul mondial Veselin Topalov.
A eșuat în 2007 în prima rundă din turneul candidaților, cu 2,5-3,5 în fața șahistului rus Evgheni Bareev. La începutul anului 2003 depășește punctajul Elo de 2700 puncte, fiind numită "Super-Mare maestru la șah". În mai 2003 a avut 2682 puncte, plasându-se astfel pe locul 52 în clasamentul mondial FIDE la masculin. În noiembrie 2010, Judit Polgár câștigă turneul la șah fulger din Mexico City, învingâdu-l detașat cu 2,5:1,5 pe Vasil Ivaciuc și în finală cu 3,5:0.5 pe Veselin Topalov.
Judit Polgár este căsătorită cu Gusztáv Font, cu care are doi copii.